# つなぎ多目的運動場
つなぎ多目的運動場（つなぎたもくてきうんどうじょう）とは、岩手県盛岡市に在るサッカー場。Jリーグに所属するいわてグルージャ盛岡が練習場として使用している。施設は盛岡市が所有し、グルージャ盛岡の運営会社である株式会社いわてアスリートクラブが指定管理者として運営管理を行っている。

## 概要
第71回国民体育大会（2016年開催）に向けた選手強化と国体サッカー競技の練習施設として2014年に完成。
東北社会人サッカーリーグの公式戦試合会場としても使用されている。

## 主な設備
グラウンド(防球フェンス完備)
- 人工芝サッカーコート
  - ゴールはラグビー・アメリカンフットボールにも対応している。
  - 少年サッカーで使用する場合は2面利用にも対応している。

管理棟
- 平屋建てである。次の設備を完備している。
  - 事務室
  - ロッカー室(会議室を兼ねている)
  - トイレ
  - 倉庫

備品
- 大人用サッカーゴール（2対）
- 少年用サッカーゴール（2対）
- フットサル用ゴール（4対）
- ミニゴール（8対）、
- ラグビーゴール（1対）、
- フリーキック練習器（2）、
- AED（1）

その他
- 上記の設備とは別に更衣室があるが、シャワーは完備されていない。

## 利用情報
- 開場時間
  - 平日 : 8時30分～21時
  - 土・日・休日 : 8時～21時
- 休館期間 : 12月29日～2月28日(うるう年の場合は2月29日まで)